# Episodi di Papà ha ragione (prima stagione)
La prima stagione della serie televisiva Papà ha ragione è andata in onda negli Stati Uniti dal 3 ottobre 1954 al 27 marzo 1955 sulla CBS.
| nº | Titolo originale             | Prima TV USA     |
| -- | ---------------------------- | ---------------- |
| 1  | Bud Takes Up the Dance       | 3 ottobre 1954   |
| 2  | Lesson in Citizenship        | 10 ottobre 1954  |
| 3  | The Motor Scooter            | 17 ottobre 1954  |
| 4  | Football Tickets             | 24 ottobre 1954  |
| 5  | Live My Own Life             | 31 ottobre 1954  |
| 6  | Grandpa Jim's Rejuvenation   | 7 novembre 1954  |
| 7  | Bud's Encounter with the Law | 14 novembre 1954 |
| 8  | Thanksgiving Day             | 21 novembre 1954 |
| 9  | Second Honeymoon             | 28 novembre 1954 |
| 10 | Typical Father               | 5 dicembre 1954  |
| 11 | Margaret Goes Dancing        | 12 dicembre 1954 |
| 12 | The Christmas Story          | 19 dicembre 1954 |
| 13 | Sparrow in the Window        | 26 dicembre 1954 |
| 14 | Boy's Week                   | 2 gennaio 1955   |
| 15 | A Friend of Old George's     | 9 gennaio 1955   |
| 16 | Bud the Snob                 | 16 gennaio 1955  |
| 17 | The Promised Playhouse       | 23 gennaio 1955  |
| 18 | Jim, the Farmer              | 30 gennaio 1955  |
| 19 | Father of the Year           | 6 febbraio 1955  |
| 20 | The Mink Coat                | 13 febbraio 1955 |
| 21 | The Matchmaker               | 20 febbraio 1955 |
| 22 | Bud the Bridesmaid           | 27 febbraio 1955 |
| 23 | Proud Father                 | 6 marzo 1955     |
| 24 | Father Delivers the Papers   | 13 marzo 1955    |
| 25 | No Partiality                | 20 marzo 1955    |
| 26 | Close Decision               | 27 marzo 1955    |

## Bud Takes Up the Dance
- Prima televisiva: 3 ottobre 1954
- Diretto da: James Neilson
- Soggetto di: Paul West, Roswell Rogers, Screenplay: Dorothy Cooper Foote

### Trama
- Guest star: Claire Meade (Mrs. Larson), Susan Whitney (Marcia)

## Lesson in Citizenship
- Prima televisiva: 10 ottobre 1954
- Diretto da: William D. Russell
- Scritto da: Roswell Rogers

### Trama
- Guest star: Eddy Waller (Mr. Potter), Natividad Vacio (Unknown)

## The Motor Scooter
- Prima televisiva: 17 ottobre 1954
- Diretto da: William D. Russell
- Soggetto di: Paul West, Dick Conway, Screenplay: Harry Clork, Sumner Long

### Trama
- Guest star: Joseph Forte (Fred Hartley)

## Football Tickets
- Prima televisiva: 24 ottobre 1954
- Diretto da: William D. Russell
- Scritto da: Phil Davis

### Trama
- Guest star: Tina Thompson (Patty), James Dobson (Bill), Charles Watts (Bob Harris)

## Live My Own Life
- Prima televisiva: 31 ottobre 1954
- Diretto da: William D. Russell
- Soggetto di: Roswell Rogers, Paul West, Screenplay: Roswell Rogers

### Trama
- Guest star: Harry Tyler (Mr. Engel), Jack Grinnage (Claude (as Jack E. Stewart))

## Grandpa Jim's Rejuvenation
- Prima televisiva: 7 novembre 1954
- Diretto da: William D. Russell
- Soggetto di: Roswell Rogers, Paul West, Screenplay: Phil Davis

### Trama
- Guest star: Burt Mustin (vecchio), Donald Curtis (Eddie Gilbert)

## Bud's Encounter With the Law
- Prima televisiva: 14 novembre 1954
- Diretto da: William D. Russell
- Scritto da: Roswell Rogers

### Trama
- Guest star: William Fawcett (Mr. Trumble)

## Thanksgiving Day
- Prima televisiva: 21 novembre 1954
- Diretto da: William D. Russell
- Soggetto di: Ed James, Screenplay: Dorothy Cooper Foote

## Second Honeymoon
- Prima televisiva: 28 novembre 1954
- Diretto da: William D. Russell
- Scritto da: Paul West

## Typical Father
- Prima televisiva: 5 dicembre 1954
- Diretto da: William D. Russell
- Soggetto di: Roswell Rogers, Paul West, Screenplay: Dorothy Cooper Foote

### Trama
- Guest star: Chet Marshall (Armand)

## Margaret Goes Dancing
- Prima televisiva: 12 dicembre 1954
- Diretto da: William D. Russell
- Scritto da: Roswell Rogers

## The Christmas Story
- Prima televisiva: 19 dicembre 1954
- Diretto da: William D. Russell
- Scritto da: Paul West, Roswell Rogers

### Trama
- Guest star: Wallace Ford (Nick), William Traylor (Les Turner)

## Sparrow in the Window
- Prima televisiva: 26 dicembre 1954
- Diretto da: William D. Russell
- Scritto da: Sumner Long, Harry Clark

## Boy's Week
- Prima televisiva: 2 gennaio 1955
- Diretto da: William D. Russell
- Soggetto di: Ed James, Screenplay: Dorothy Cooper Foote

### Trama
- Guest star: James Todd (giudice Frank Mitchell), Dick Wessel (ufficiale di polizia)

## A Friend of Old George's
- Prima televisiva: 9 gennaio 1955
- Diretto da: William D. Russell
- Soggetto di: Roswell Rogers, Paul West, Screenplay: Dorothy Cooper Foote

### Trama
- Guest star: Parley Baer (Lyle)

## Bud the Snob
- Prima televisiva: 16 gennaio 1955
- Diretto da: William D. Russell
- Soggetto di: Paul West, Roswell Rogers, Screenplay: Roswell Rogers

### Trama
- Guest star: Joyce Coates (Virginia), Jimmy Bates (Claude)

## The Promised Playhouse
- Prima televisiva: 23 gennaio 1955
- Diretto da: William D. Russell
- Soggetto di: Roswell Rogers, Paul West, Screenplay: Roswell Rogers

### Trama
- Guest star: Robert Foulk (Ed Davis), Vivi Janiss (Myrtle Davis)

## Jim the Farmer
- Prima televisiva: 30 gennaio 1955
- Diretto da: William D. Russell
- Scritto da: Roswell Rogers

### Trama
- Guest star: Mary Young (Grace), Sarah Selby (Miss Thomas)

## Father of the Year
- Prima televisiva: 6 febbraio 1955
- Diretto da: William D. Russell
- Soggetto di: Roswell Rogers, Paul West, Screenplay: Roswell Rogers

### Trama
- Guest star: William Fawcett (Mr. Trumble)

## The Mink Coat
- Prima televisiva: 13 febbraio 1955
- Diretto da: William D. Russell
- Soggetto di: Paul West, Roswell Rogers, Screenplay: Roswell Rogers

### Trama
- Guest star: Lester Sharpe (Morrie), June Vincent (Leslie Morell), Vivi Janiss (Myrtle Davis)

## The Matchmaker
- Prima televisiva: 20 febbraio 1955
- Diretto da: William D. Russell
- Soggetto di: Ed James, Screenplay: Dorothy Cooper Foote

### Trama
- Guest star: William Hudson (Tom), Lyn Guild (Louise)

## Bud the Bridesmaid
- Prima televisiva: 27 febbraio 1955
- Diretto da: William D. Russell
- Soggetto di: Ed James, Screenplay: Dorothy Cooper Foote

### Trama
- Guest star: Lyn Guild (Louise), William Hudson (Tom)

## Proud Father
- Prima televisiva: 6 marzo 1955
- Diretto da: William D. Russell
- Soggetto di: Paul West, Roswell Rogers, Screenplay: Dorothy Cooper Foote

### Trama
- Guest star: John Gallaudet (Roger Garland), Tom Mann (Beanie Brugendorfer)

## Father Delivers the Papers
- Prima televisiva: 13 marzo 1955
- Diretto da: William D. Russell
- Scritto da: Roswell Rogers, Dane Lussier

### Trama
- Guest star: Dabbs Greer (Mr. Collins), Cheerio Meredith (Old Lady), Jack Tesler (Husband)

## No Partiality
- Prima televisiva: 20 marzo 1955
- Diretto da: William D. Russell
- Soggetto di: Virginia Lindsey, Cally Curtis, Screenplay: John Kohn, Alan Woods, Roswell Rogers

### Trama
- Guest star: Norman Ollestad (Howard Williams), Bobby Diamond (Jimmy Wood)

## Close Decision
- Prima televisiva: 27 marzo 1955
- Diretto da: William D. Russell
- Scritto da: Roswell Rogers

### Trama
- Guest star: Robert Lynn (Rev. Swain), Gary Pagett (Joe Phillips), Diana Christian (Virginia Harris)